# Mattiaques

Nord-est de la Gaule vers 70 ap. J.-C. avec les frontières (provinciales et linguistiques) et la localisation des peuples gaulois et germains.

Les Mattiaques (en allemand Mattiaker, en latin Mattiaci) étaient un peuple germanique mentionné dans La Germanie de Tacite. Ces Germains, proches des Chattes, étaient cantonnés entre le Main et la Lahn, dans le quadrilatère dont Francfort, Mayence (Mogontiacum), Coblentz (Confluentes) et Wetzlar sont les sommets.

## Description
Très tôt soumis aux Romains, leur ville principale était Mattiacum (ou Aquae Mattiacorum), l'actuel Wiesbaden. Selon le Dictionary of Greek and Roman Geography, leur ethnonyme serait composé des éléments 'matte', qui signifierait « prairie », et 'ach', qui signifierait « eau » ou « bain »[source insuffisante].
« Les Mattiaques nous obéissent au même titre ; car la grandeur du peuple romain a étendu jusqu'au delà du Rhin et de ses frontières anciennes le respect de ses lois. Les demeures et le territoire des Mattiaques sont sur l'autre rive, leurs âmes et leurs cœurs sont avec nous : du reste, ils ressemblent aux Bataves si ce n'est que l'énergie du sol et du climat natal leur donne un esprit plus belliqueux. »
— Tacite, La Germanie.
En 69, les Mattiaques participèrent à la révolte de Civilis, un citoyen romain d'origine batave qui s'était soulevé contre Rome et, en compagnie des Chattes et des Usipètes, assiégèrent en 70 la forteresse romaine de Mogontiacum (Mayence) qui résistera à leurs assauts.
Plus tard, les numeri (régiments) des Mattiaques (Mattiaci seniores et Mattiaci juniores) figurent dans la Notitia dignitatum parmi les troupes auxiliaires palatines,.

## Vestiges
En 1909 fut découvert dans la nécropole de Saint-Seurin de Bordeaux (l'ancienne Burdigala), le sarcophage d'un légionnaire romain, chrétien, Flavinus (ou Elainus) qui faisait partie du corps des Mattiaci seniores, et sur lequel on lit cette épitaphe : « Ci-gît Flavinus, du régiment des Mattiaques seniors, qui a vécu quarante-cinq ans et laissé dans un profond désespoir sa femme et ses fils ».

## Celtes ou Germains?
Pour Émilienne Demougeot, les Mattiaques n'étaient pas des Germains mais des Celtes (germanisés ?), qui avaient été englobés par les Chattes. Pour d'autres, les Mattiaques étaient d'anciens Chattes de Mattium (en), une forteresse détruite en 15 par Germanicus, qui s'étaient établis au sud du Taunus.
Pour Patrice Lajoye, le nom de ce peuple serait basé sur le gaulois matu- « bon, favorable ». Leur divinité tutélaire était Diana Mattiaca. Il n'est pas exclu que ce soit cette épithète de Diane qui leur ait donné leur nom ainsi que le nom de leur chef-lieu.

## Sources anciennes
- Tacite, La Germanie, « Mœurs des Germains », XXIX.